# Rådhuspladsen

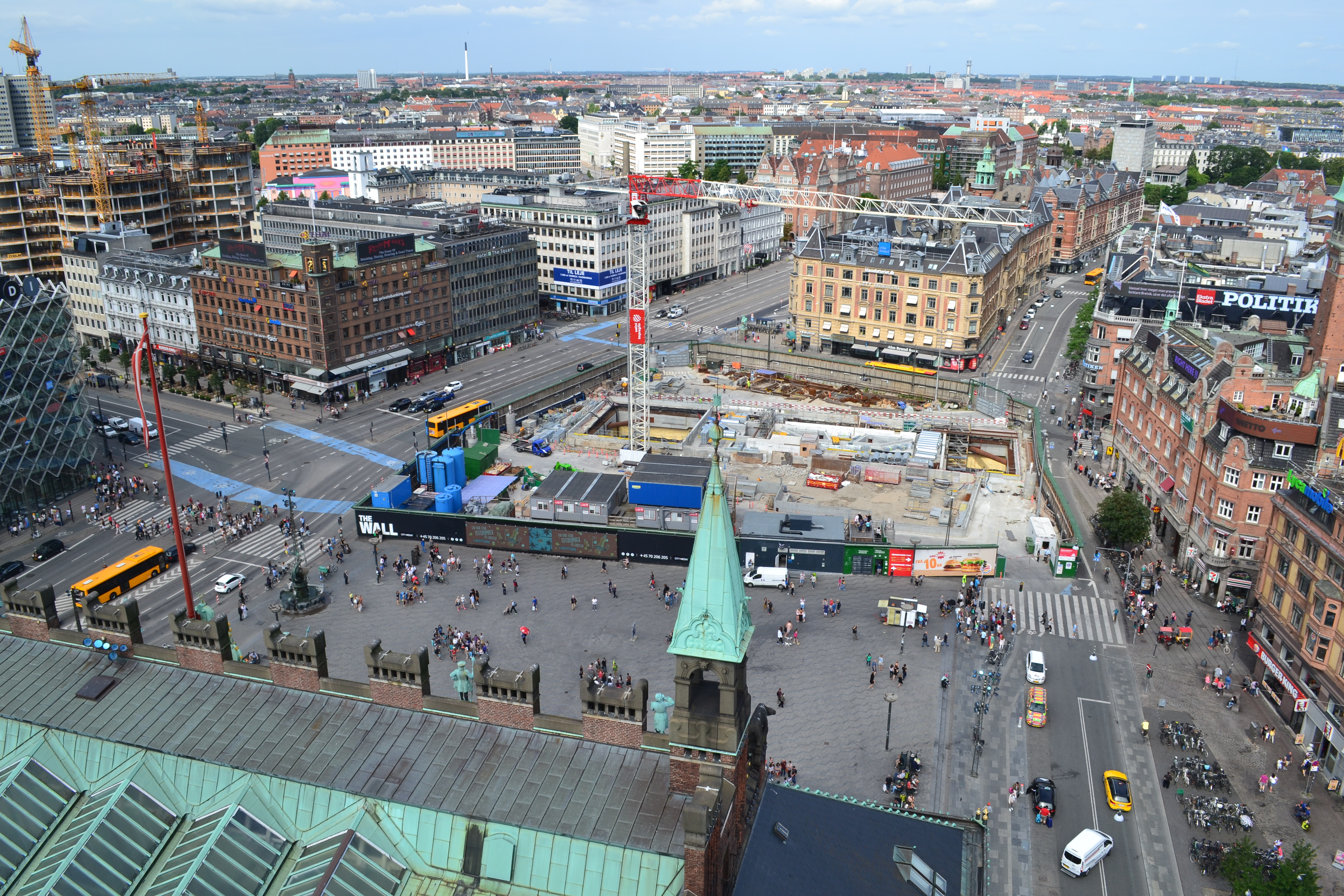
Rådhuspladsen vom Rathausturm aus gesehen

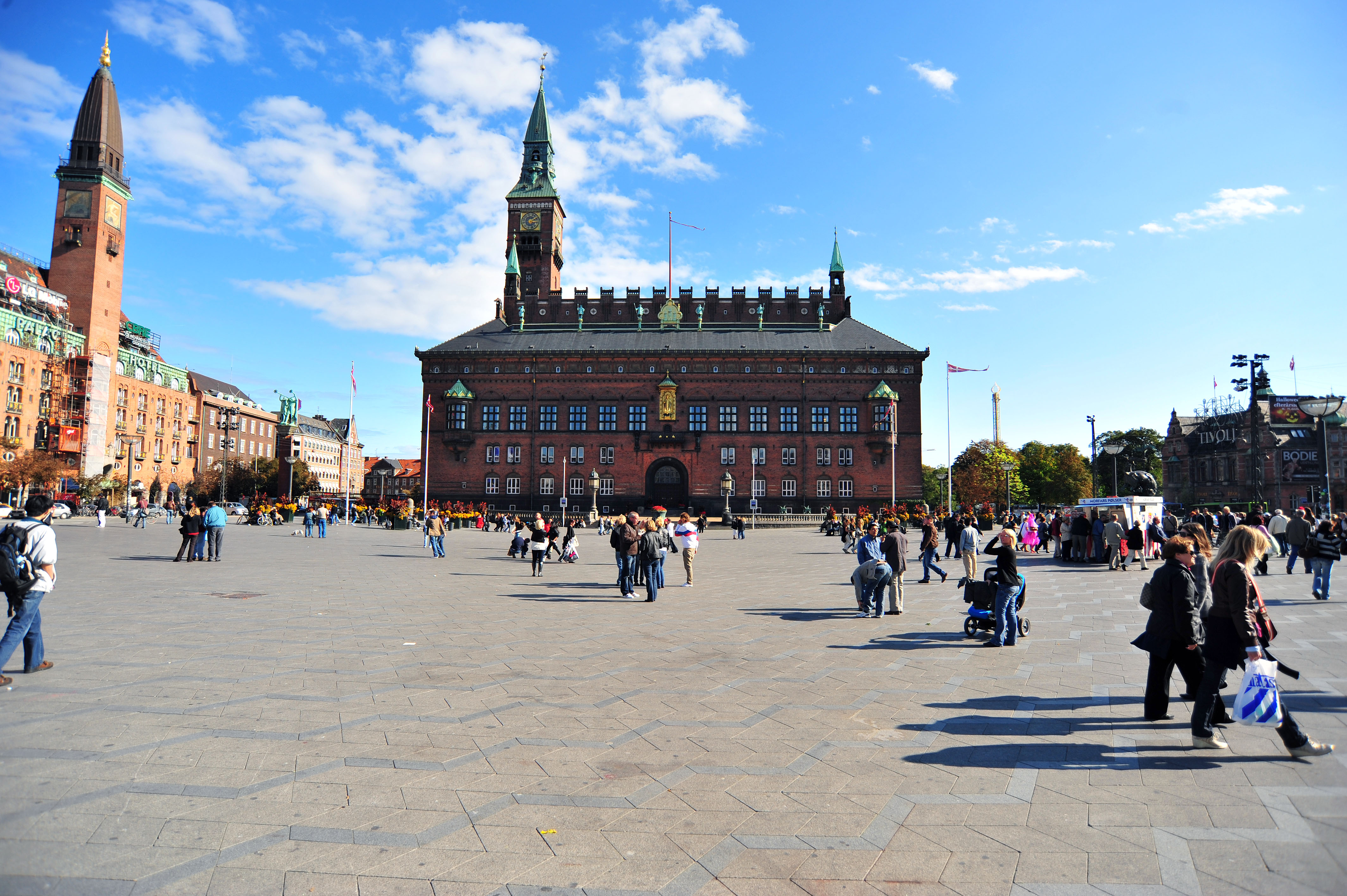
Rådhuspladsen mit dem Kopenhagener Rathaus in der Mitte

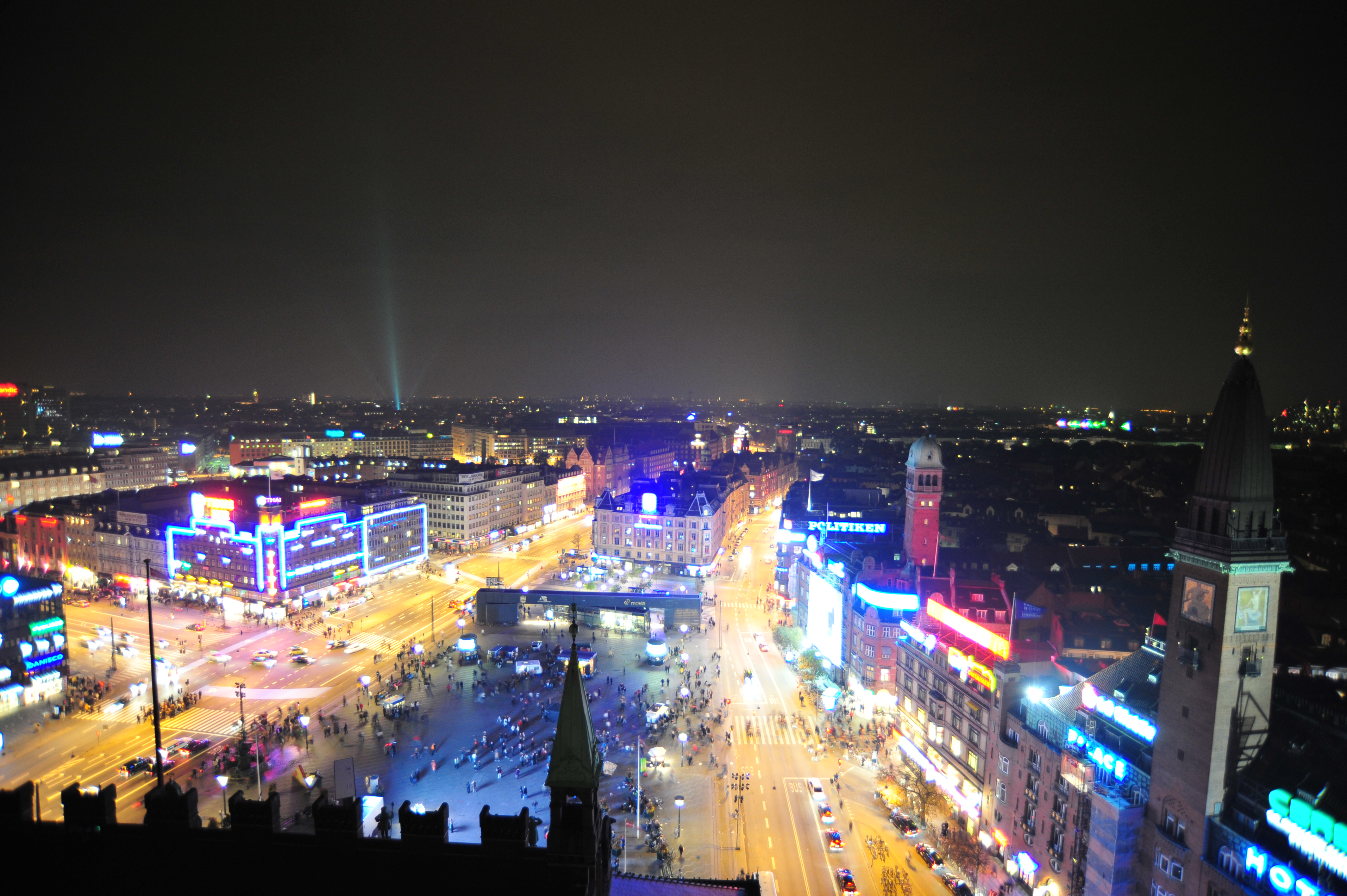
Rådhuspladsen bei Nacht vom Rathausturm aus gesehen

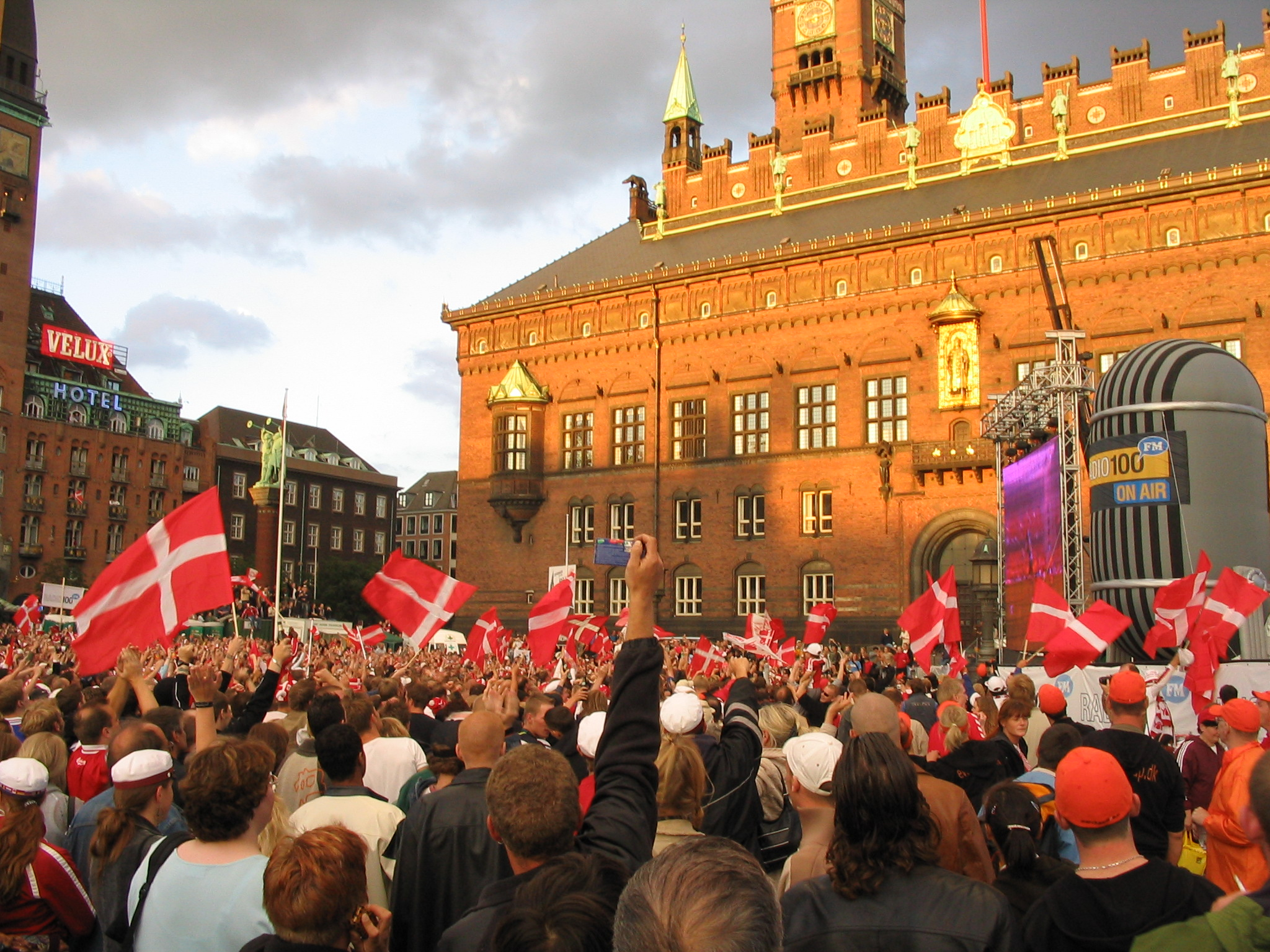
Fußballübertragung auf dem Rådhusplads, 2004

Rådhusplads(en) (deutsch (der) Rathausplatz) ist ein Platz im Zentrum der dänischen Hauptstadt Kopenhagen. Er liegt im Stadtbezirk Indre By (Innenstadt) zwischen den Straßen Vester Voldgade und Hans Christian Andersens Boulevard. Auch die Vesterbrogade und der Strøg, eine der längsten Fußgängerzonen Europas, münden auf den Platz. Er wurde 1893 nach dem Rathaus benannt, mit dessen Bau ein Jahr vorher begonnen worden war.
Rådhuspladsen hat eine Fläche von 29.300 m² und gehört zu den lebhaftesten Orten der Hauptstadt, an dem unter anderem Freiluftausstellungen, Konzerte oder Großbildleinwandübertragungen ausgerichtet werden. Auch bei Silvesterfeiern oder Demonstrationen wird er regelmäßig als Versammlungsort genutzt. Die angrenzenden Gebäude stellen seit den 1920er Jahren das größte Aufgebot an Leuchtreklame in Dänemark.

## Geschichte

### Vester Torv und Halmtorvet

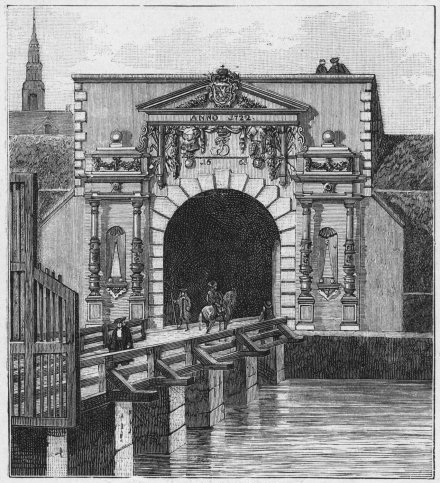
Das ehemalige Stadttor Vesterport wurde 1857 abgerissen

Dort wo sich der Platz heute befindet, stand ursprünglich ein Teil der westlichen Wallanlagen, die im 17. Jahrhundert mit den Bastionen der Adelsgeschlechter Schack und Gyldenløve ausgebaut wurden. Die zuletztgenannte Bastion befand sich an der Stelle, wo später das Rathaus errichtet wurde.
Vor einem der vier Stadttore Kopenhagens, dem Vesterport (Westtor) am Ende der Frederiksgade, wurde 1760 ein kleiner Markt namens Vester Torv angelegt, auf dem die mit Heu und Stroh beladenen Wagen der Bauern gewogen wurden, nachdem sie das Stadttor passiert hatten. Daher wurde der Platz später in Halmtorvet (Strohmarkt) umbenannt. Nach dem Abriss des Vesterports und der Schleifung der Kopenhagener Stadtbefestigung im Jahr 1857 erhielt der Platz seinen offenen Charakter.

### Nordische Ausstellung 1872

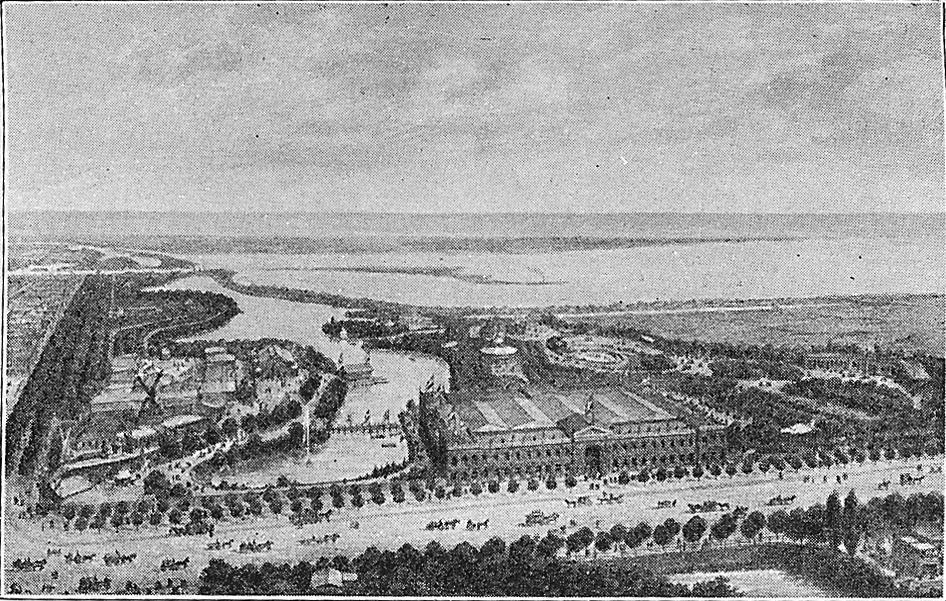
Blick auf die Nordische Industrie- und Kunstausstellung von 1872

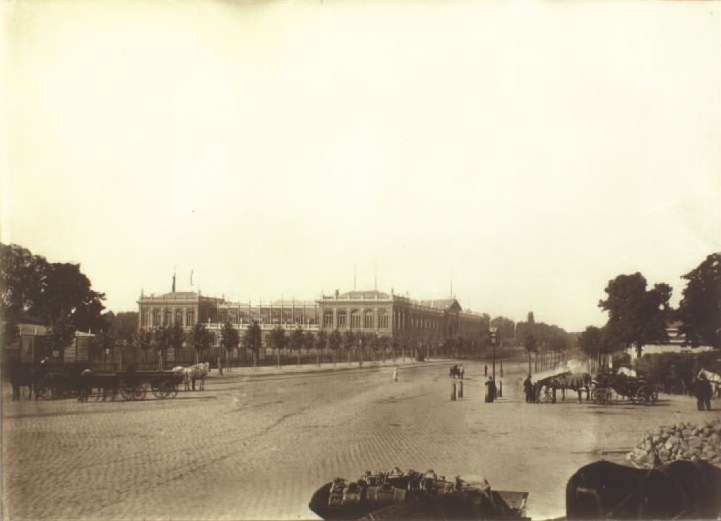
Blick vom Halmtorvet – dem zukünftigen Rådhusplads – in Richtung Industribygningen 1888

Am Rådhusplads befand sich von 1872 bis 1889 in Verbindung mit dem Vergnügungspark Tivoli ein Ausstellungsgelände für Industrieprodukte und Kunst. Die erste große Ausstellung, die „Nordische Industrie- und Kunstausstellung“, wurde am 13. Juni 1872 vom dänischen König Christian IX. feierlich eröffnet.
Anlässlich der Ausstellung wurde das Industribygning (Industriegebäude) an der Ecke zur Straße Vesterbros Passage, der heutigen Vesterbrogade, errichtet. Das Gebäude wurde von 1870 bis 1872 im Auftrag des Industrievereins nach Plänen des Architekten Vilhelm Klein gebaut. Der zweigeschossige, rote Ziegelsteinbau bestand aus vier Flügeln mit Eckpavillons. Der Stil orientierte sich an der italienischen Renaissance. 1879 wurde das Mittelgebäude – wieder nach Plänen Vilhelm Kleins – zu einer großen Halle umgebaut. Ein Café, das Industricafé, kam 1908 hinzu, und in den 1930er Jahren zog das Kino Palladium in das Gebäude ein, das durch den Architekten Ernst Kühn im funktionalistischen Stil umgestaltet wurde. Die ständigen Veränderungen gaben dem Komplex einen uneinheitlichen Stil, weshalb es schließlich 1976 abgerissen und durch das Haus der Industrie abgelöst wurde.

### Zweite Nordische Ausstellung 1888
Die „Nordische Industrie-, Ackerbau- und Kunstausstellung in Kopenhagen“ wurde 1888 auf dem Rådhusplads eröffnet; auch sie war ein großer Erfolg für Dänemark. Die Hauptattraktion bildete eine große Ausstellungshalle, die 1887 von Martin Nyrop entworfen wurde. Sein Bau reichte fast von der Vesterbros Passage über den ehemaligen Halmtorv, wo heute das Monument Lurblæserne steht, bis zur damaligen Verlängerung der Vester Voldgade. Das Ausstellungsgebäude im Stil der Nationalromantik war eine beeindruckende Holzkonstruktion, die von einer großen Kuppel mit einer Fahnenstange an der Spitze gekrönt wurde. Für eine weitere Attraktion sorgte die Brauerei Tuborg, die mit Tuborgflasken einen etwa 30 Meter hohen Aussichtsturm in Form einer Bierflasche aufstellte. Der Turm wurde nach der Ausstellung nach Hellerup transportiert, wo er heute noch steht.

### Erste Filmpremiere 1896
Knapp ein halbes Jahr nach den ersten öffentlichen Filmvorführungen der Welt in Paris fand am 7. Juni 1896 im Vergnügungsetablissement Panorama die erste Filmpremiere Dänemarks statt. Sie war Teil einer größeren Vorstellung. Gezeigt wurde ein Repertoire an ausländischen Filmen, die eine Dauer von etwa einer Minute hatten.

### Bau des Rathauses 1892–1905

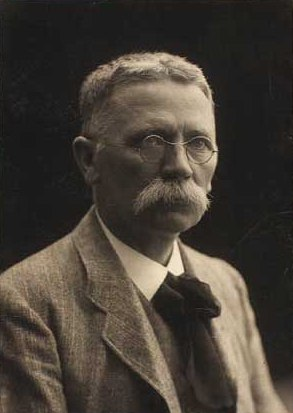
Architekt Martin Nyrop, Erbauer des Rathauses

Martin Nyrop war auch der Architekt des Rathauses, das die Ausstellungshalle ablöste. Zunächst wurde das Ausstellungsgebiet geräumt. In Konkurrenz zu unter anderem Vilhelm Dahlerup und Valdemar Koch lieferte Nyrop seinen ersten Entwurf für ein neues Rathaus ab. Er musste sich die Siegprämie noch mit Koch teilen. Nachdem Koch zugunsten Nyrops nachgab, setzte Nyrop sich in einem zweiten Wettbewerb durch. Daraufhin begannen 1892 die Bauarbeiten, die sich bis zur Einweihung des Rathauses im Jahr 1905 dreizehn Jahre lang hinzogen, wobei der Stadtrat schon 1903 einzog. Noch vor der Grundsteinlegung wurde der Name des Platzes, Halmtorvet, 1893 in Rådhuspladsen geändert.
In der Silvesternacht zum Jahrhundertwechsel ertönte zum ersten Mal die Rathausglocke. Seitdem läutete sie jeden Tag zwischen acht Uhr morgens und Mitternacht jede Viertelstunde. Noch heute warten jedes Jahr zur Silvesternacht Tausende vor Ort und vor dem Fernsehbildschirm in ganz Dänemark gespannt auf das Läuten der Rathausglocke, um auf das neue Jahr anzustoßen.
Im Laufe der Zeit gab es viele Vorschläge zur Neugestaltung des Platzes, unter anderem von Vilhelm Klein, der ein Rondell mit Monumenten nach dem Vorbild des Großen Sterns im Berliner Tiergarten vorsah. Nyrop legte vor dem Rathaus schließlich einen schalenförmigen versenkten Platz an, einer Muschelschale ähnlich und inspiriert vom Platz vor dem Rathaus im toskanischen Siena. Die Vertiefung sollte den architektonischen Wert des Rathauses hervorheben und als Versammlungsort dienen.

### Politikens Weihnachtsbaum 1914
Im Jahr 1914 ließ die ortsansässige Tageszeitung Politiken erstmals einen großen Weihnachtsbaum auf dem Platz aufstellen und begründete damit eine bald 100-jährige Tradition. Heute sorgt die Stadtverwaltung für den Weihnachtsschmuck.

### Straßenbahn
In den ersten Jahrzehnten des 20. Jahrhunderts war noch Platz für begrünte Areale. Das änderte sich aber mit dem Aufkommen von Straßenbahnen, Omnibussen und Autos, und der Platz entwickelte sich bis zu seiner Umgestaltung im Jahr 1996 zu einem betriebsamen Verkehrsknotenpunkt. Nahezu sämtliche Straßenbahnlinien der Stadt passierten aus allen vier Ecken den Rathausplatz und bildeten so bis zu ihrer Umlegung im Jahr 1931 ein großes Schienenkreuz. Eine Straßenbahn der Linie 16 fuhr 1970 zum letzten Mal über den Platz, und 1972 wurde der Straßenbahnbetrieb in Kopenhagen endgültig eingestellt.

### Kriegs- und Nachkriegsjahre

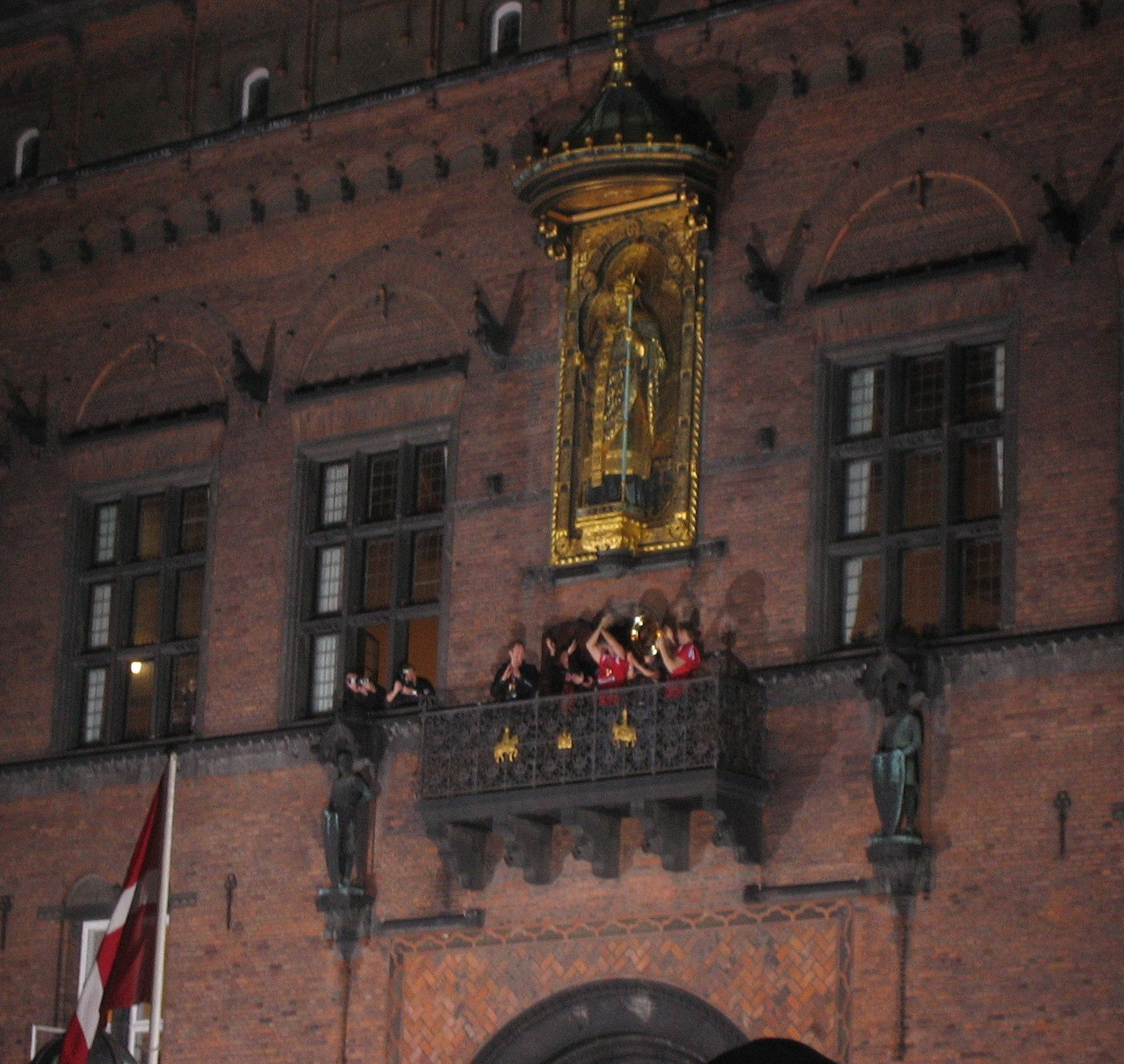
Die dänische Handballnationalmannschaft nach dem Gewinn der EM 2008 auf dem Rathausbalkon

Während der deutschen Besatzung wurden unterirdisch Toiletten und oberirdisch einige unästhetische Bunker angelegt. Dabei verschwand die „Muschelschale“ sowie das 1903 von Thorvald Jørgensen entworfene Haltestellenhäuschen für die Straßenbahn, liebevoll Feslottet (das Feenschloss) genannt. Das Häuschen steht heute in der Stadt Espergærde. Auch die ebenfalls 1903 gebaute Verkehrswache mitten auf dem Platz verschwand kurze Zeit später. Sie war ein charakteristischer Holzbau, im Volksmund Stavkirke („Stabkirche“) genannt.
Von 1954 bis 1955 wurde auf der Westseite der Vesterboulevard zu einer breiten Straße für den Autoverkehr ausgebaut und in H.C. Andersens Boulevard umbenannt. Durch den Fahrbahnausbau verschwand die Parkanlage Rådhushaven (der Rathausgarten).

### Kopenhagens Wohnzimmer
Der quirlige urbane Platz ist Treffpunkt und zentraler Versammlungsort zu vielfältigen Anlässen. Am Vorabend der Volksabstimmung über den Beitritt Dänemarks zur Europäischen Gemeinschaft demonstrierten am 1. Oktober 1972 rund 80.000 Menschen auf dem Rathausplatz für die dänische Souveränität und gegen den Beitritt. Initiiert wurde die Demonstration von der im Vorfeld gegründeten Volksbewegung gegen die EG.
Auch beim Empfang der dänischen Fußballnationalmannschaft nach der EM 1992 in Schweden versammelte sich auf dem Rådhusplads eine riesige Menschenmenge; diesmal um begeistert den Europameistern auf dem Rathausbalkon zuzujubeln.
Die Abschlussveranstaltungen vieler Massenereignisse wie der Copenhagen Gay Pride finden hier statt.

### Umgestaltung 1990er Jahre (HT-Busterminal)

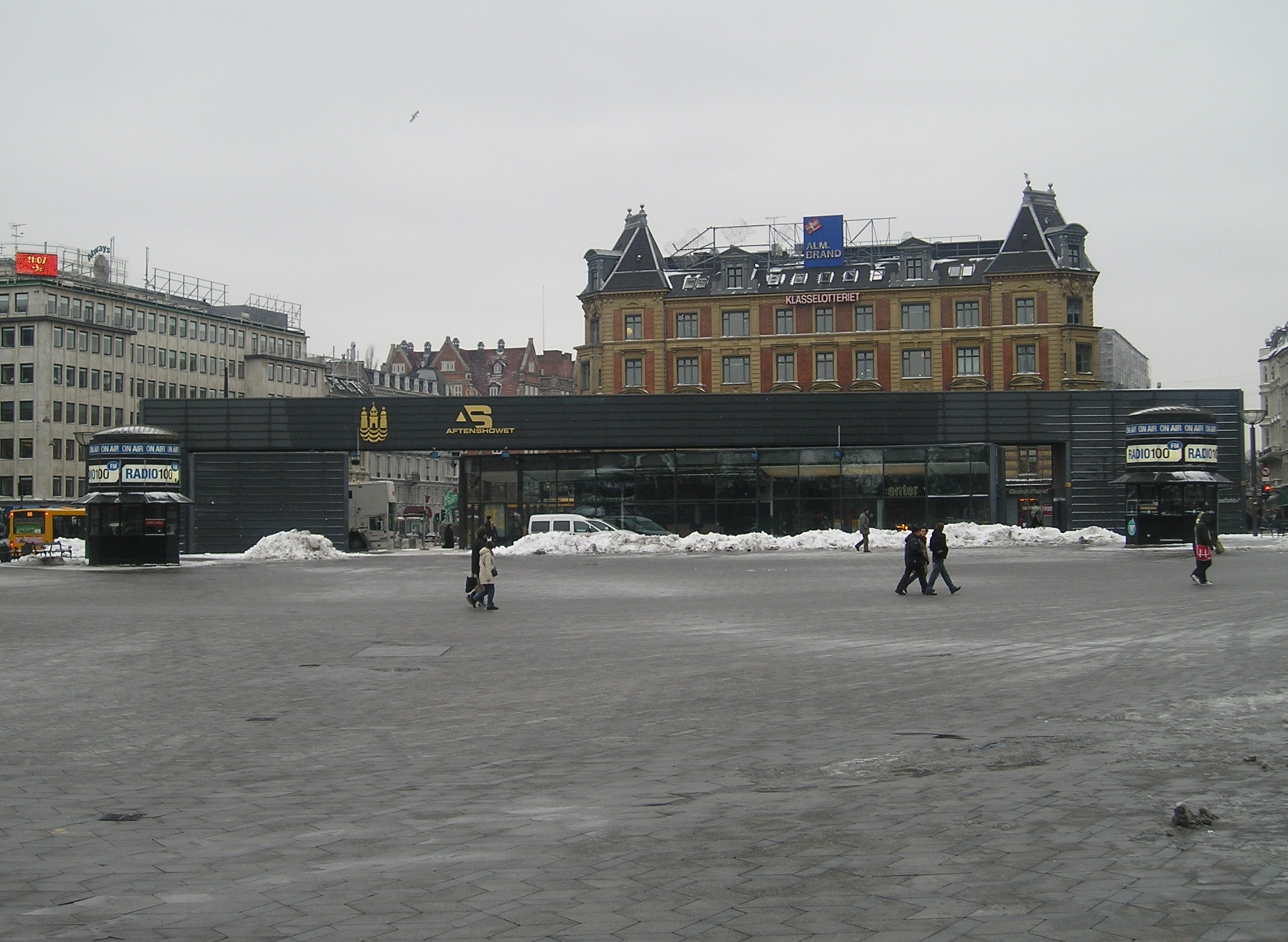
Busterminal der Verkehrsbetriebe (HT-terminalen)

Von 1995 bis 1996 wurde der Platz anlässlich der Initiative Kulturhauptstadt Europas (Kulturby 96) renoviert und mit Beton und Granit umgestaltet. Der private Autoverkehr floss seitdem nicht mehr mitten über den Platz, wodurch der Rathausplatz nicht mehr in zwei Hälften getrennt war und viel stärker als bislang als geschlossene Einheit wirkte.
Auf der Nordseite wurde ein Busterminal der Verkehrsbetriebe Hovedstadsområdets Trafikselskab (HT) angelegt, der anfangs das Hauptquartier der Kulturhauptstadt-Initiative beherbergte. Der Terminal schirmte den offenen Platz vor dem Rathaus von den Bushaltestellen ab und sollte so dem Platz mehr Ruhe bringen und ihn als Aufenthaltsort attraktiver machen. Das schwarz-gläserne futuristische Gebäude war allerdings schon bei seiner Eröffnung 1996 äußerst umstritten. Viele waren der Ansicht, es wirke fehlplatziert und überdimensioniert im Verhältnis zum umliegenden Areal und würde die Ästhetik des Platzes zerstören. In dem Gebäude, das als Informationscenter und dem Fahrscheinverkauf diente, wurde von 2007 bis 2009 die Livesendung Aftenshowet (die Abendschau) des Fernsehsenders DR1 übertragen.

### Umgestaltung 2010er Jahre (Metro)
Nach nur 14 Jahren wurde der Busterminal im Winter 2010 abgerissen, um für einen neuen U-Bahnhof Platz zu machen. Die Metrostation Rådhuspladsen wurde 2019 als Teil des neuen U-Bahn-Stadtrings (Linie M3) eröffnet. Für das Jahr 2025 wird mit 11.000 Fahrgästen gerechnet, die hier ein- und aussteigen.

## Gebäude am Rådhusplads

### Rathaus

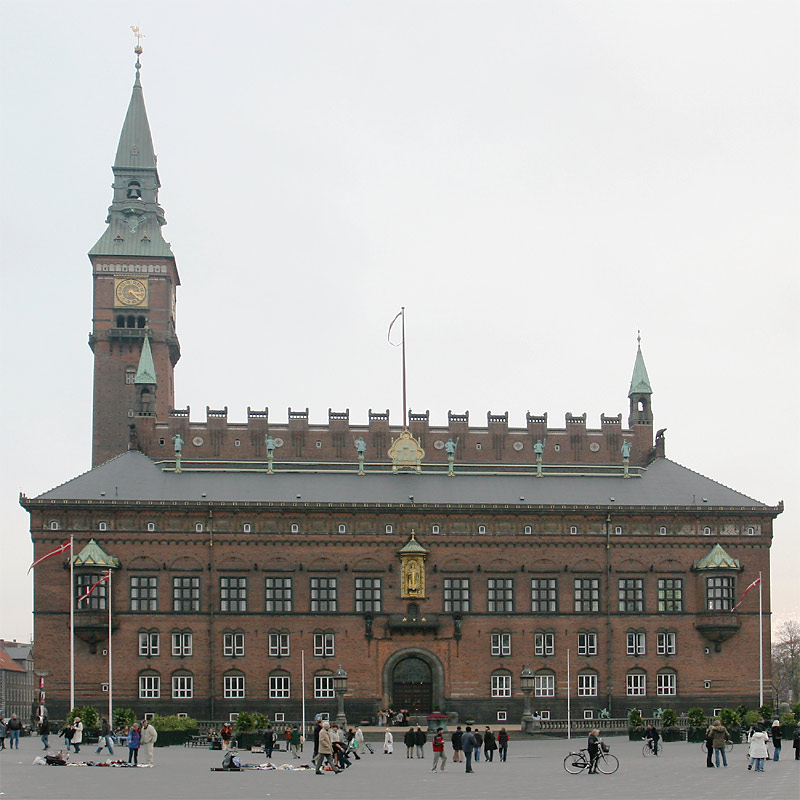
Kopenhagens Rathaus

Das Kopenhagener Rathaus (Københavns Rådhus) wurde ab 1892 nach Plänen des Architekten Martin Nyrop im nationalromantischen Stil errichtet. Es wurde am 12. September 1905 als sechstes Rathaus der Stadtgeschichte eingeweiht. Seit 1981 steht es unter Denkmalschutz. Auffällig sind die reich gegliederte Ziegelsteinfassade mit der vergoldeten Statue des Stadtgründers Bischof Absalon über einem Erscheinungsbalkon. Er ist nicht allein der Königin vorbehalten, wenn sie zu Gast im Rathaus ist und dem geneigten Volk zuwinkt, sondern wird auch von Sporthelden und anderen Personen genutzt, die nationalen Jubel auszulösen imstande sind.
Der Rathausturm misst 105,6 Meter und ist damit nur unwesentlich kleiner als der Turm von Schloss Christiansborg.
Der Glockenschlag der Rathausuhr wird jeden Mittag 12 Uhr im dänischen Radio gesendet, - bis 8. Februar 2003 live, seitdem wird eine Aufnahme verwendet. Auch das dänische Neujahr wird so eingeläutet. Das charakteristische Glockenvorspiel besitzt in Dänemark einen vergleichbar emotionalen Wert wie die Stimme Big Bens in Großbritannien.

### Helmerhus
Das Helmerhus, auch Utrecht-bygningen genannt, liegt dem Rathaus gegenüber  an der Ecke Rådhuspladsen 2–4, Vester Voldgade 10–14, Studiestræde und H.C. Andersens Boulevard 15–17. Das Haus wurde von 1892 bis 1893 von Knud Arne Petersen und Henrik Hagemann erbaut.

### Nye Danskes hus
Das Nye Danskes hus liegt am Rådhuspladsen 14 Ecke Jernbanegade und wurde 1960 von Ejner Graae und Henning Helger erbaut.

### Richshuset

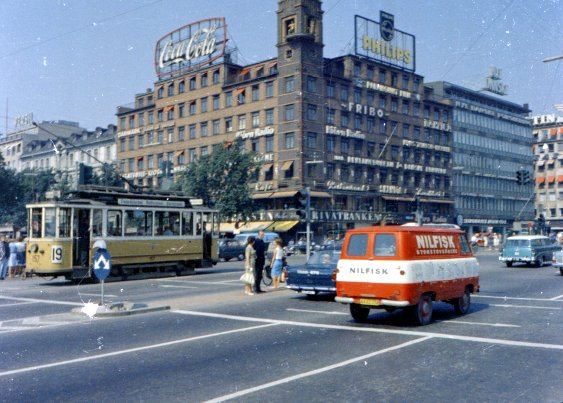
Straßenbahn vor dem Richshuset im Jahr 1963

Das funktionalistische Richshuset an der Ecke Rådhuspladsen 16 zur Vesterbrogade 2 wurde 1938 von Alf Cock-Clausen errichtet. Es erhielt seinen Namen nach den Kaffeeersatzproduzenten C.F. Rich & Sønner („C.F. Rich & Söhne“), die hier bis 1969 ihren Hauptsitz hatten. Das Haus ist bekannt für seine vergoldeten „Wettermädchen“-Statuen und einem riesigen neobeleuchteten Thermometer am Turm sowie die Neoreklame. Die Verzierungen wurden 1936 von Einar Utzon-Frank entworfen. Heute beherbergt das Haus unter anderem einen schottischen Pub und einen Nachtklub.

### Politikens Hus

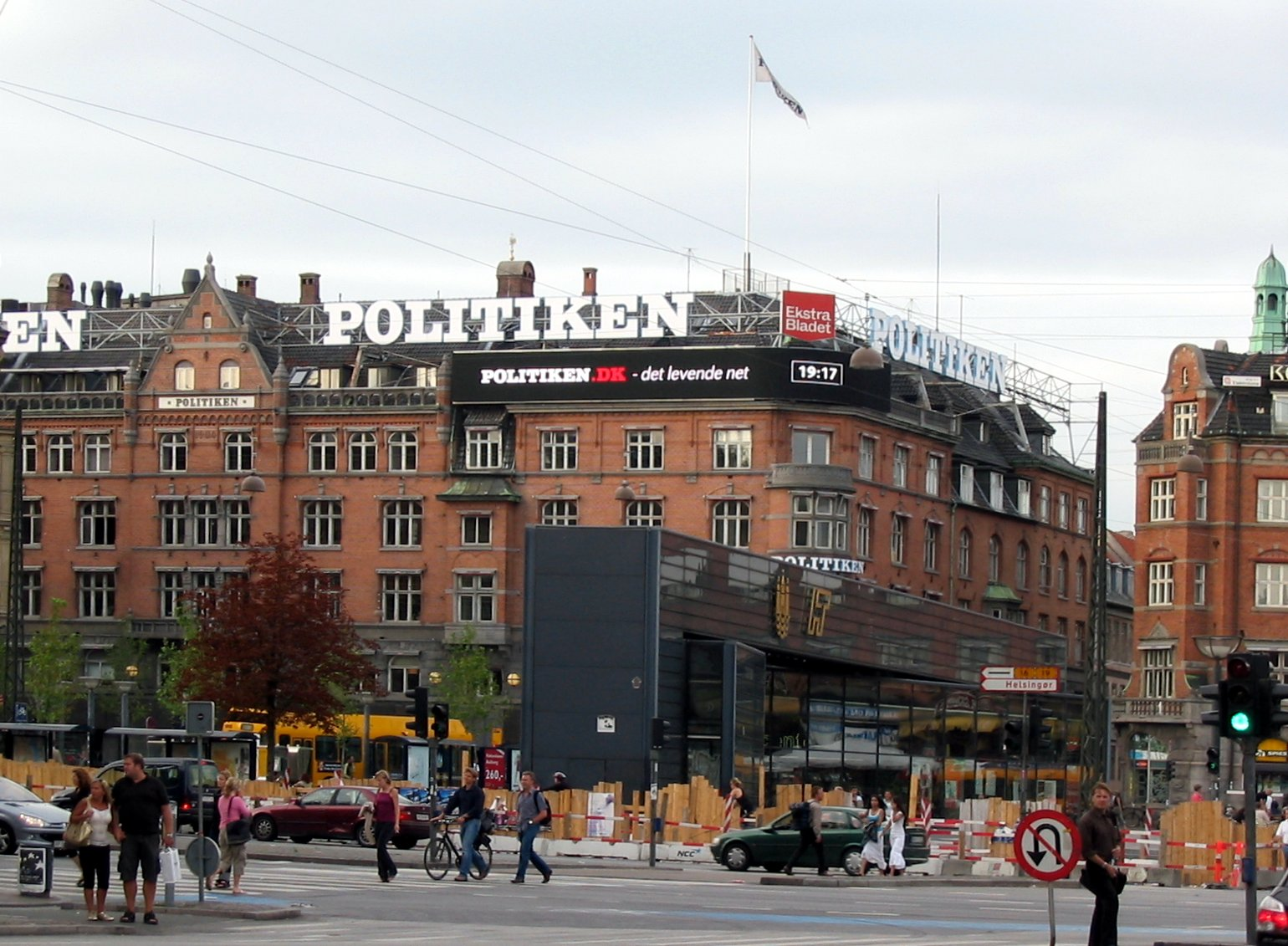
Redaktionsgebäude Politikens Hus mit dem HT-Busterminal im Vordergrund

Das Politikens Hus am Rådhuspladsen 37 Ecke Vester Voldgade 35 ist seit 1912 die Heimat des dänischen Medienunternehmens JP/Politikens Hus, zu denen Zeitungen wie Jyllands-Posten, Politiken und Ekstra Bladet gehören. Das Haus wurde von 1904 bis 1905 von Philip Smidth gebaut und von 1906 bis 1907 von ihm erweitert. Eine leuchtende Nachrichtenanzeige am oberen Ende der Fassade informiert über das Weltgeschehen.

### Hotel Bristol

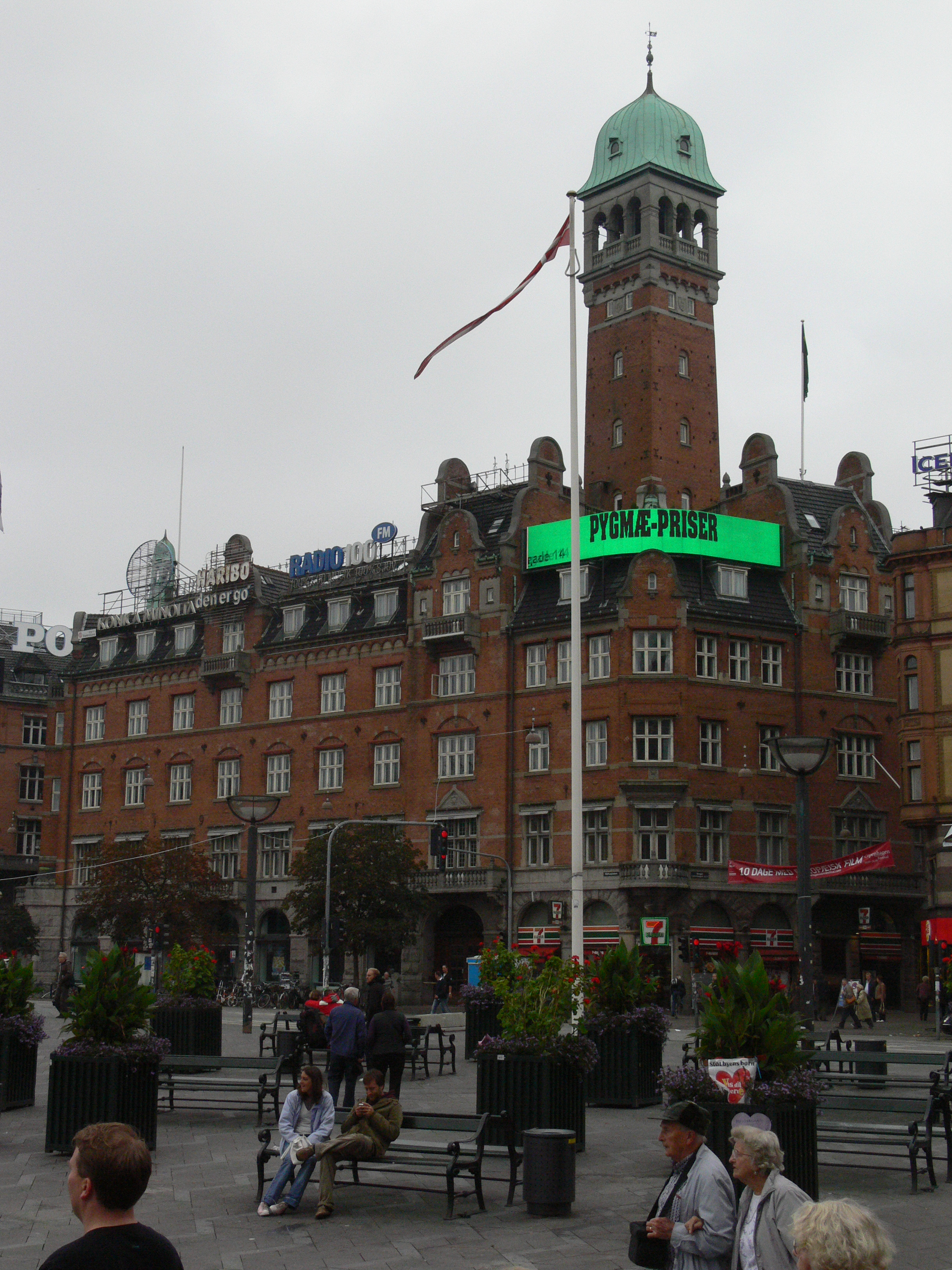
Ehemaliges Hotel Bristol

Am Rådhusplads 45 wurde von 1901 bis 1902 von Vilhelm Fischer das Hotel Bristol errichtet und 1903 von der Kopenhagener Kommune bei einem Wettbewerb mit dem ersten Preis prämiert. Das Hotel, in dem der weltberühmte Komponist Jacob Gade das Publikum mit seinem Violinenspiel unterhielt, konkurrierte mit dem in unmittelbarer Nähe liegenden Palads Hotel. Nach dem Bankrott des Hotels im Jahr 1917 übernahm die Versicherungsgesellschaft Absalon das Gebäude und hatte hier ihren Hauptsitz. Noch heute steht über der Pforte Absalons Gaard (Hof Absalon). Mitte der 1980er Jahre kaufte das Zeitungsunternehmen A-pressen das Gebäude, das für zehn Jahre als Presseshaus für Det Fri Aktuelt fungierte.

### Metropol
Im Haus Metropol am Rådhusplads 55 am Eingang zum Strøg eröffnete Berlingske Tidende 1914 das B. T. Central, das bis 1977 Sitz der Zeitung B. T. war. Anfangs wurden die Kopenhagener auf großen Plakaten über den Verlauf im Ersten Weltkrieg informiert. 1924 trat dann für den Nachrichtenfluss eine hypermoderne Neuerung ein, als die ersten beleuchteten Schlagzeilen in Dänemark über ein Leuchtbanner liefen. Das Haus wurde 1896 von Philip Smidth gebaut. Bent Helweg-Møller führte 1924 und 1929 Umbauten am Haus durch. Nachdem B.T. das Gebäude 1977 verließ, begannen sich hier mit der Eröffnung Burger Kings die dänischen Essgewohnheiten zu verändern.

### Palace Hotel

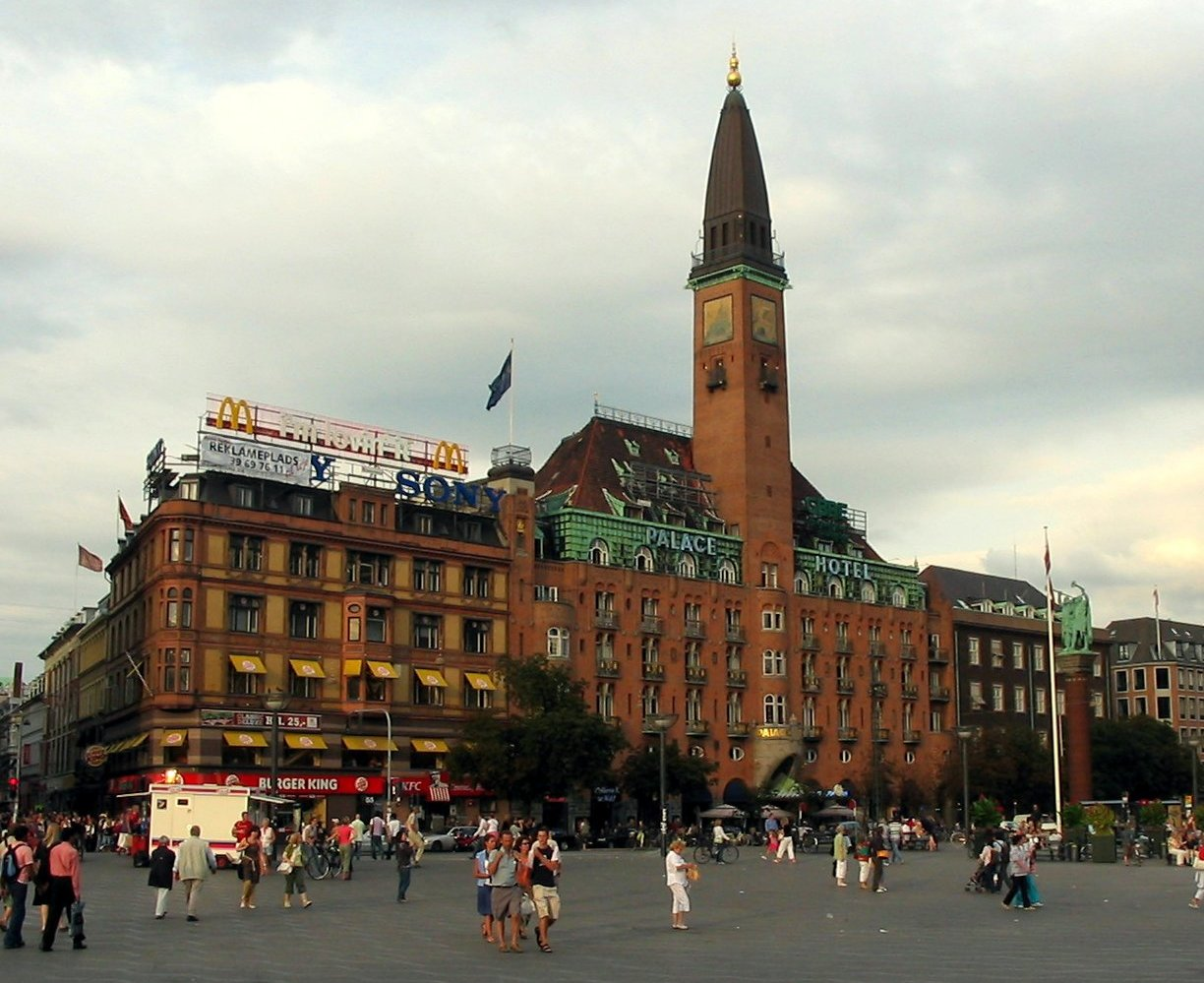
Palace Hotel

Das Palace Hotel, ehemals Palads Hotel, an der Ecke Rådhusplads 57 / Mikkel Bryggers Gade 8 wurde 1909 bis 1910 von Anton Rosen gebaut und ist seit 1985 denkmalgeschützt. Das Hotel ist Teil der Scandic Hotels-Kette. Der Bau überzeugte damals durch seinen modernen Ausdruck und Elemente aus dem Jugendstil. Das gewaltige Dach mit einer Fülle an Mansarden wird von einem 65 Meter hohen Turm dominiert.

### Rådhuspladsen 57
Der Bau des Hauses am Rådhusplads 57 wurde 1928 nach Plänen von Einar Ambt begonnen und nach Ambts Tod unter der Leitung von Gunnar Juul Brask 1929 vollendet. In dem Haus hatte Dänemarks erstes Realkreditinstitut, Kreditkassen for Husejere i Kjøbenhavn (die Kreditkasse für Hausbesitzer in Kopenhagen), bis 1975 seinen Sitz.

### St. Clementshus
Das St. Clementshus am Rådhuspladsen 75 wurde 1927 von Arthur Wittmaack und Vilhelm Hvalsøe gebaut.

### Dagmarhus

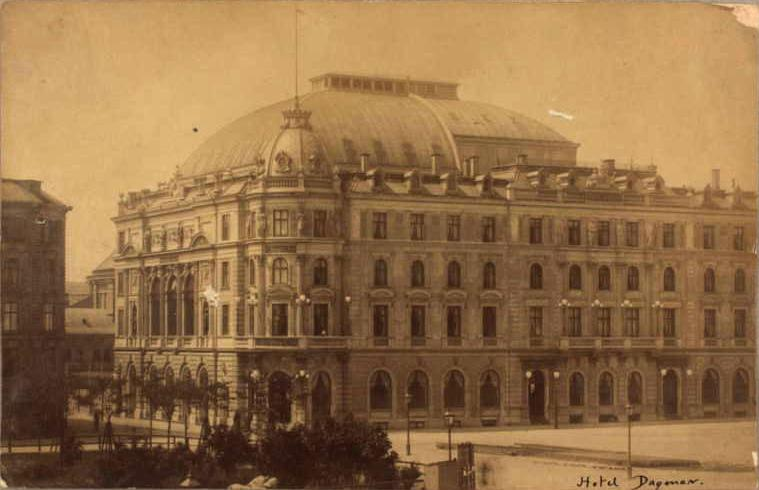
Dagmarteatret um 1900

Das funktionalistische Bürogebäude Dagmarhus liegt an der Ecke H.C. Andersens Boulevard 12 zur Jernbanegade 2 und wurde von 1937 bis 1939 von Christian Kampmann und Hans Dahlerup Berthelsen gebaut. Das Haus ersetzte das seit Jahrzehnten führende Theater in der Stadt, das Dagmarteatret, welches von 1881 bis 1883 vom Architekten Ove Petersen gebaut und 1937 wieder abgerissen wurde. Der Name leitet sich von der dänischen Prinzessin Dagmar ab, die 1881 Zarin des Russischen Reiches wurde. Während der Besatzungszeit im Zweiten Weltkrieg richtete die deutsche Gesandtschaft hier 1943 ihren Hauptsitz der deutschen Zivilverwaltung für Dänemark ein, die zum Ende rund 200 Leute beschäftigte, die auf vier Abteilungen (Auslandsdienst, Inneres, Verwaltung sowie Wirtschaft inklusive Kultur, Presse und Radio) verteilt waren. Auch dänische Denunzianten gingen hier ein und aus.
Das alte Nazi-Hauptquartier beherbergt heute das Kino Dagmar Teatret, eines der ältesten Kinos in Kopenhagen. Für den Herbst 2018 ist die Eröffnung eines 8000 m² großen Hotels mit 238 Zimmern geplant. Vom Dach des Hauses soll ein Restaurant den Blick über die Stadt ermöglichen.

### Industriens Hus

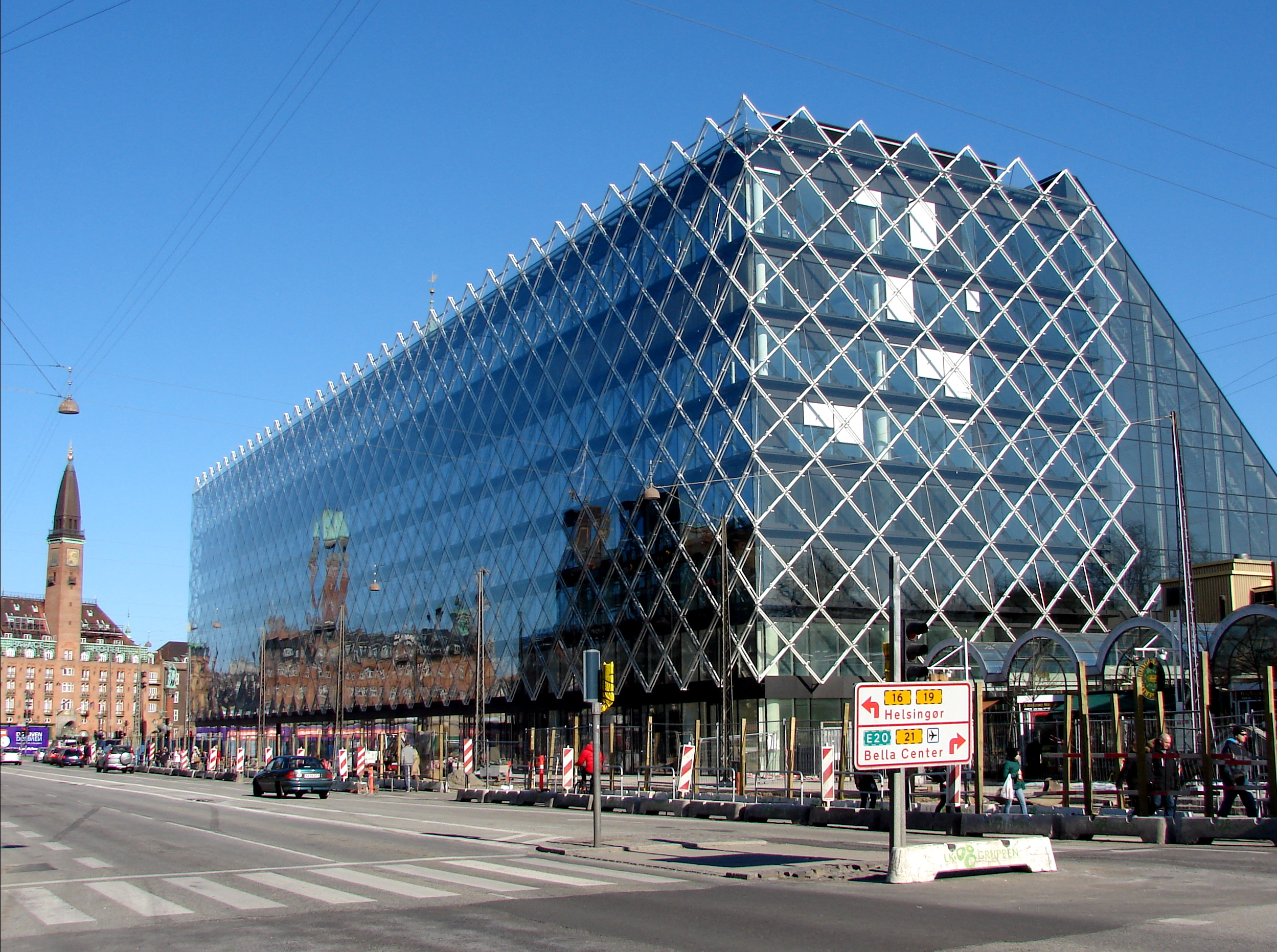
Industriens Hus nach dem Umbau, März 2013.

Das Haus der Industrie (Industriens Hus) steht an der Ecke H.C. Andersens Boulevard 18/Vesterbrogade 1 und beherbergt die Arbeitgebervereinigung Dansk Industri. Ihre Vorgängerorganisation erwarb das Grundstück bereits 1878.
Die uneinheitliche ursprüngliche Bebauung wurde 1977 abgerissen. Arne Jacobsen, Dänemarks bedeutendster Architekt und Designer, legte einen Vorschlag für ein neues Gebäude vor. Er plante eine Reihe kubischer Blöcke, die den Verantwortlichen aber als zu kompromisslos erschienen. Verwirklicht wurde 1977/79 ein Entwurf von Erik Møller. Das Haus war für die Neonreklamen an der Fassade bekannt, die einige Mitgliedsunternehmen von Dansk Industri repräsentierten. Die Materialien griffen mit mokkafarbenen Steinen und dem Kupferdach die Farben von Kopenhagens prominenten Gebäuden auf.
Von September 2010 bis Mai 2013 wurden umfangreiche Umbauten durchgeführt, bei denen das Haus erweitert und mit einer LED-beleuchteten Glasfassade versehen wurde. Kritiker befürchten, dass das Haus nach der Erweiterung als Fremdkörper empfunden wird und die Dominanz des Rathauses am Platz schmälert.

## Monumente am Rådhusplads

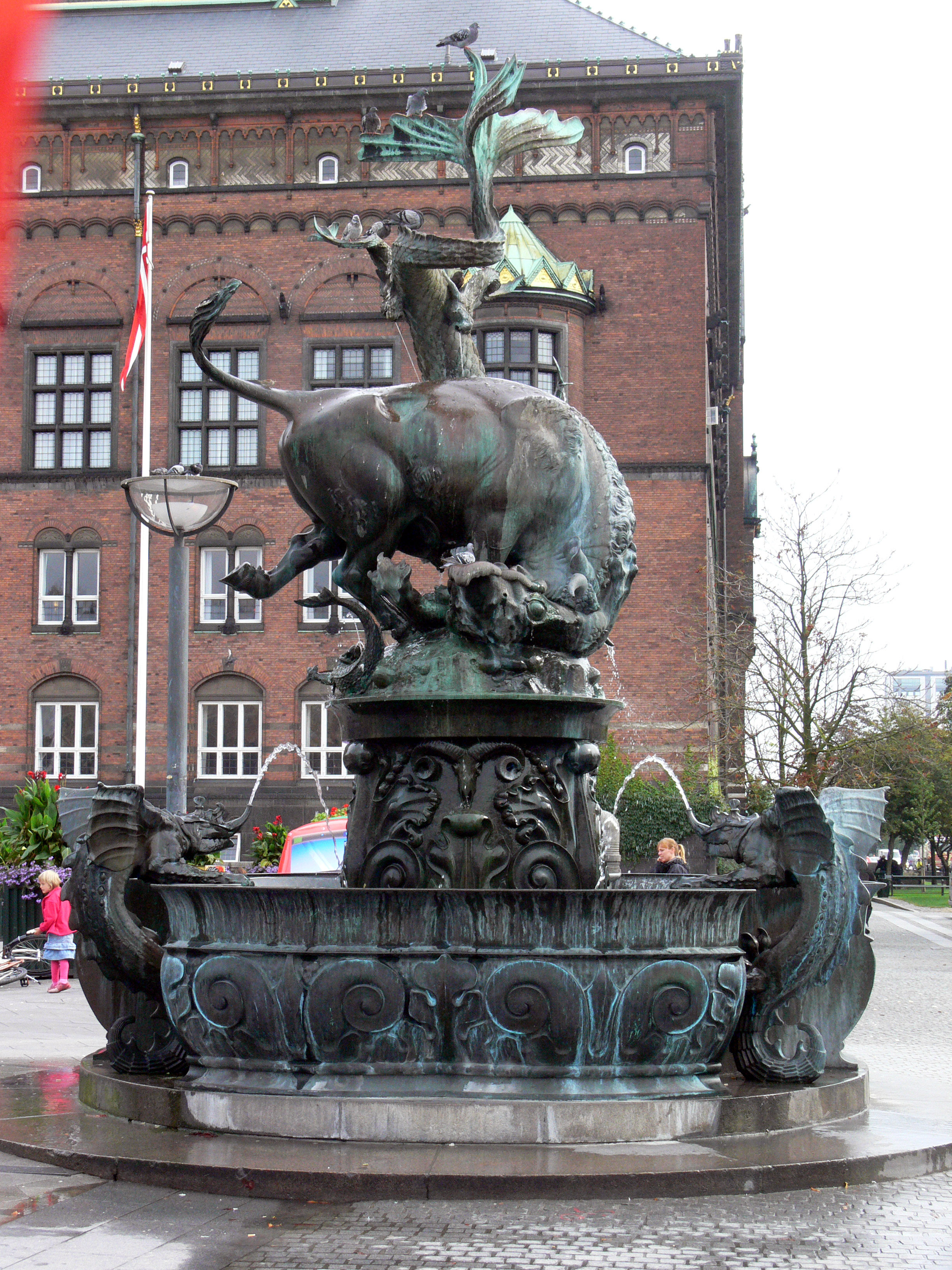
Der „Drachenspringbrunnen“ (Dragespringvandet), gebaut von 1904 bis 1923

- Der Drachenbrunnen (dänisch: Dragespringvand) aus Bronze und Granit wurde 1904 eingeweiht. Der Brunnen entstand nach einer Zusammenarbeit von Thorvald Bindesbøll und Joakim Skovgaard und auf Initiative des Komitees für die Ausstellung „Dänische Kunst“. Der Brunnen wurde anfangs heftig kritisiert und deshalb mehrfach verändert. So ist er seit 1908 von einem flachen Granitbecken umgeben und bekam 1923 einen Stier aufgesetzt, der mit einem Drachen kämpft. Mit der Erweiterung des H.C. Andersens Boulevards wurde der Springbrunnen ein paar Meter in Richtung Platzmitte verschoben.[17][18]
- Die Statue von Hans Christian Andersen steht am H.C. Andersens Boulevard und schaut Richtung Tivoli. Sie stammt aus dem Jahr 1961 und wurde von Henry Luckow-Nielsen aufgestellt.[18]
- „Landsoldat mit dem kleinen Hornbläser“ (Landsoldaten med den lille hornblæser) aus dem Jahr 1899 stammt von H.P. Pedersen-Dan und B. Fischer und soll an die Gefallenen der beiden Schleswigschen Kriege erinnern.[18]
- Lurenbläser (dänisch: Lurblæserne), zwei Lurenbläser auf einem hohen Sockel, sind von der Markussäule in Venedig inspiriert und wurden in den Jahren von 1911 bis 1914 von Siegfried Wagner und Anton Rosen errichtet. Das Monument ist ein Geschenk der Stiftung Carlsbergfonde aus Anlass des 100. Geburtstags des Braumeisters C.J. Jacobsen. Da die beiden Figuren zusammengedrängt auf dem schmalen Sockel stehen, wurden sie im Volksmund als „gestapelte Mehlsäcke“ bezeichnet.[19]
- Der Nulpunktsten (Meilenstein) erinnert an das ehemalige Stadttor Vesterport und wurde von P.V. Jensen Klint in den 1920er Jahren aufgestellt. Früher gaben solche Steine an den Stadttoren die Entfernungen zu verschiedenen Städten an.[18]

## Monopoly
Bei der ersten offiziellen Ausgabe von Matador, der dänischen Version des bekannten Brettspiels Monopoly, nimmt Rådhuspladsen den teuersten Platz unter den ausschließlich Kopenhagener Straßenfeldern ein; damit entspricht er der Schlossallee in der deutschen Monopoly-Variante.